# Anarista vittata
Anarista vittata är en tvåvingeart som beskrevs av Curtis W. Sabrosky 1977. Anarista vittata ingår i släktet Anarista och familjen smalvingeflugor. Inga underarter finns listade i Catalogue of Life.